# 湖南高速線
湖南高速线（：／ Honam Gosokseon */?）是一條連結京釜高速線五松站與湖南線光州松汀站的高速鐵路線，是高速列車的專用軌道。

## 路線資料
- 路線名稱：湖南高速線
- 路線編號：102
- 路線距離：183.8公里
- 軌距：1.435毫米（標準軌）
- 通行站式：左側通行
- 站數：5個
- 營運速度：305 公里/小時
- 保安裝置：TVM430
- 運行列車：KTX-I、KTX-山川、KTX-青龍

、SRT（120000、130000系）

## 歷史

### 第一階段
2003年，韓國開始進行第二條高鐵的可行性研究，最初計畫從首爾水西站出發，沿著目前水西平澤高速線的路線，在平澤匯入京釜高速線，再從五松分出，但之後計畫變更，從首爾到五松都與京釜高速線共線。湖南高速線最初預計分兩階段建設。首段會連接龍山站至益山站，與現時京釜線及湖南線平行，預計於2015年通車。第二段將益山延長至光州及木浦，預計於2020年通車，全段高鐵預計約需103,786億韓圜。
2005年1月14日，總理李海瓚與光州代表會面，希望儘早實現計劃。李指出由於KTX路線載客率不符預期，因此定此線為長期計劃。不過同年12月，政府改變立場，將第一段從益山延長至光州松汀，並宣布於2015年前將高鐵通車至光州。
正式計劃於2006年8月開始。首段182.75公里的路線預計為85,695億韓圜，第二段48.74公里預計為20022億韓圜。整段高鐵可將首爾至木浦旅程減至1小時46分鐘。2007年總統選舉後的當選人李明博承諾將計劃完工日期提早3年，2009年7月24日第一段動工，路線最後於2015年4月2日通車。計劃費用由政府資助和國家鐵道公團分擔各一半。

### 第二階段
湖南高速線第二階段自光州松汀到木浦站，針對是否經過务安国际机场產生爭議，2017年國土交通省確定路線將經過務安機場，但是由於路線過於彎繞，一直飽受批評。2019年6月光州松汀站到古幕院站動工，該路段長26.4公里，使用既有湖南線線路，將速限提升至230公里/小時。古幕院站至任城里站則建設新線，並經過務安機場，長44.1公里，於2021年8月動工，新線在任城里站匯入湖南線抵達木浦站，預計2025年完工開通。第二階段總長77.6公里，設5站 (包含首尾車站)，完工後湖南高速線總長260.7公里。

## 車站列表
站名與營業距離按照國土交通部告示第2015-70號。
| ↑ 京釜高速線天安牙山站方向 |  |   |                                                             |      |       |            |        |
| 五松                       |  |   | 京釜高速線、忠北線、五松線                                  | 0.0  | 0.0   | 忠清北道   | 清州市 |
| （分歧點）                 |  | / | 京釜高速線                                                  | 3.0  | 3.0   | 忠清北道   | 清州市 |
| 公州                       |  |   |                                                             | 40.8 | 43.8  | 忠清南道   | 公州市 |
| 益山                       |  |   | 湖南線、全羅線、長項線                                      | 46.0 | 89.8  | 全羅北道   | 益山市 |
| 井邑                       |  |   | 湖南線                                                      | 42.1 | 131.9 | 全羅北道   | 井邑市 |
| 光州松汀                   |  |   | 湖南線、慶全線、北松汀三角線 ●光州都市铁道1号线（光州松汀） | 50.5 | 182.4 | 光州廣域市 | 光山區 |
| ↓ 湖南線老安站方向         |  |   |                                                             |      |       |            |        |